# Félix Hipólito Laíño
Félix Hipólito Laíño (Buenos Aires, 13 de agosto de 1909-Buenos Aires, 7 de enero de 1999) fue un periodista y profesor argentino.

## Biografía
Hijo de inmigrantes gallegos, estudió violín, armonía y composición en el Conservatorio Superior de Música Gilardo Gilardi y en el Conservatorio de Música Casals, de donde egresó como profesor. A los diecisiete años era editor del semanario Sábado inglés de Lanús. Ingresó al periodismo profesional en el diario Última hora. 
Trabajó en el diario La Razón durante cincuenta y dos años; ingresó como cronista en 1932, en 1937 fue designado secretario general de redacción y estuvo en ese cargo hasta 1984.
Fue profesor de Humanidades en el Instituto Nacional del Profesorado,  profesor de Historia de la Civilización y de Lógica, profesor titular en el Instituto de Extensión Universitaria de la Universidad Católica Argentina, profesor titular del taller Política, de la Escuela de Periodismo de la Universidad Católica Argentina. Fue maestro formador de periodistas.

Estudié para saber, y aprendí para enseñar.
Félix Hipólito Laíño. 

Fue miembro de número de la Academia Argentina de la Comunicación y cofundador y presidente de la Academia Nacional de Periodismo, que fuera fundada (como Academia Argentina de Periodismo) en 1987 por un grupo de reconocidos periodistas, entre ellos, Lorenzo Dagnino Pastore (primer presidente), Raúl Urtizberea, Roberto Tálice, Bernardo Ezequiel Koremblit (vicepresidente) y Juan Carlos Colombres (Landrú). En 1997 fue presidente del jurado de los Premios Konex en Comunicación-Periodismo.

Los periodistas tenemos como única arma la palabra; no tenemos cañones, ni tanques, ni aviones para imponer ideas ni alentar sentimientos, sólo disponemos de la palabra.
Félix Hipólito Laíño. 

## Obras
- 1986. Secretos del Periodismo. Buenos Aires: Editorial Plus Ultra. 227 p. ISBN 9789502108407
- 1985. De Yrigoyen a Alfonsín: relato de un testigo del drama argentino.  	Buenos Aires: Editorial Plus Ultra. 212 p. ISBN 9789502107639
- 1936. Historia de las ideas políticas.
- 1930. El cancerbero de honra.
- 1929. La estatura moral y el mundo de los enanos.
- 1928. Una alondra en la noche.

## Premios
- 1987. Premio Konex de Brillante. Comunicación - Periodismo.
- 1987. Premio Konex de Platino. Dirección Periodística.
- 1987. Diploma al Mérito, Premios Konex. Dirección Periodística.[2]
- Primer Premio en el concurso de cuentos para autores noveles de la Municipalidad de Buenos Aires.